# Elías Konsol
Elías Konsol (en árabe: إلياس قنصل‎ Ilyās Qunṣul; Yabrud, Rif Dimashq; 13 de abril de 1914 - Buenos Aires; 20 de marzo de 1981) fue un escritor, poeta, traductor y periodista sirio-argentino, que se desempeñó como director de la edición en árabe del Diario Sirio-libanés cuando aún era bilingüe. Como traductor, dominaba el castellano, el árabe y el francés. Sus trabajos fueron publicados tanto en Argentina como en Cercano Oriente.
Poseedor de una destacada capacidad poético-literaria; es considerado de los poetas más fértiles del Mahyar en el hemisferio sur. También destacó por su buena retórica y el uso recurrente de sinestesias en su prosa. Fue miembro fundador de Al-Rabita Al-Adabia, una asociación de literatura árabe fundada en Buenos Aires en 1949.

## Biografía
Nació en la ciudad de Yabrud el 13 de abril de 1914, siendo el hermano mayor del también poeta Zaki Konsol. Su apellido en árabe refiere a la palabra cónsul. Mientras estaba en la escuela primaria, emigró con su padre a Brasil, donde permaneció durante cuatro años antes de trasladarse a la Argentina. En 1923, regresó con su familia a su ciudad natal, donde ingresó nuevamente a la escuela. En 1929, regresó a Brasil para nuevamente trasladarse a Argentina.
En Buenos Aires trabajó como periodista y llegó a ser el editor en jefe del Diario Sirio-libanés, fundado por Moisés José Azize, de 1937 a 1940. En 1937, fue condecorado por el gobierno de Siria. En 1939, abrió una pequeña tienda con su hermano Zaki en un suburbio de Buenos Aires. En los años treinta, editó junto a su hermano la revista Las Fuentes; por otro lado, en Damasco también fundó y dirigió la revista Las Artes. En los años setenta, organizó seminarios literarios semanales en Buenos Aires, a los que asistían muchos escritores y poetas de la comunidad sirio-libanesa.
En los últimos años de su vida, abrió otra tienda que le aseguró estabilidad e independencia financiera. Falleció en Buenos Aires quince días después de unas complicaciones quirúrgicas a los 66 años el 20 de marzo de 1981.

## Obra
En sus escritos más tempranos, Konsol deja ver una nostalgia por su tierra natal; en uno de ellos, incluso maldice al mar por separarlo de la misma. Esa nostalgia se acrecentó tras un amorío con final infeliz, que le añadió un tinte pesimista. A continuación, una cita de su poema Dios y el Poeta de ese entonces traducido del árabe: 

¿No ves, Señor, qué injusticia Vos impartiste sobre él, creándolo del éter, comprimiendo el aroma de las violetas para generar su alma, y después soplándole magia, en el momento que fue concebido? (...) ¿Cuánto no te invocó en su soledad, vació su corazón en vuestro nombre, mientras Vos no escuchabas? No te interesaste en su llanto, que conmovió a corazones ajenos y los hizo caer en lágrimas.

A continuación, se centraría más en sus sentimientos nacionalistas; denunciando el sometimiento de su país natal y los conflictos étnico-religiosos. Al respecto de estos últimos, declaró: «si me preguntás sobre mi religión, soy un cristiano, un musulmán, un budista y un judío» y «cuando mi religión es un obstáculo a la liberación de mi país, entonces adiós a mi religión y sus reglas.» También fue crítico de la sociedad siria por adoptar solo los aspectos superficiales de Occidente, sin interesarse en los aspectos científicos en los que se basa. Ridiculizó al Pacto Briand-Kellogg, que betaba el conflicto armado como método de resolución de problemas, por entender que Siria no tenía otra alternativa que la vía armada para su independencia. Firmemente opuesto a la partición de Siria, llamó traidor a un miembro del parlamento libanés y elogió la figura del líder druso Shakib Arslán, emparentado al escritor y periodista exiliado en Argentina Emín Arslán.
En El Irak que yo ví cuenta de su visita a aquel país durante 15 días en el verano de 1979, en vísperas de la toma del poder de Sadam Huseín tras la renuncia de Ahmed Hassan al-Bakr, en el que se muestra elogioso del gobierno baazista y partidario del panarabismo. A continuación citas del mismo:

Al llegar a Bagdad, el Ministerio de Cultura e Información puso a mi disposición un auto con su chofer, designó un acompañante muy gentil y un alto funcionario me dijo: ¨Vaya donde quiera, pregunte a quien quiera lo que usted quiera.¨ (...)
Llamó mi atención el espíritu nuevo que anima al iraquí, resultado de su revolución fructífera y beneficiosa. (...)
Irak es una región árabe progresista que marcha a la vanguardia de los pueblos que justifican el orgullo de pertenecer a una raza que legó a la Humanidad una civilización imperecedera. (...)
Aquellos 15 días que he pasado en Irak han renovado mi entusiasmo para seguir sirviendo a los principios del 'arabismo', han sido un aliciente para duplicar mi fé en que el porvenir sigue siendo de la Justicia, de la Razón, de la lucha por el bienestar universal y por la paz de la Humanidad.

### Prosa
- «Mi amigo Abu Hassan» (en árabe: صديقي أبو حسن‎ Sadiqi Abu Hasan, fusul tahliliyya li-hayat rajul min `amat al-nas): Buenos Aires (1937)
- «Ídolos de la literatura» (en árabe: أصنام الأدب‎ Asnam al-Adab) (1939)
- «Los Restos» (en árabe: مجلة المناهل:البقايا‎ Majalat al-manahil: al-Baqaya): Buenos Aires (1940)
- «La literatura de emigrantes» (en árabe: أدب المغتربين‎ Adab al-Mughtarabin): Damasco (1963)
- «Yibrán Jalil Yibrán - Su Vida Y Su Obra», Ediciones Corregidor: Buenos Aires (1976)
- «Pequeña Historia Árabe», edición del autor: Buenos Aires (1979)
- «El Irak que yo ví», edición del autor: Buenos Aires (1980)
- «La tragedia del idioma árabe en las comunidades del Mahyar americano» (en árabe: مأساة الحرف العربي في المهاجر الأمريكية‎ Ma’asat al-Harf al-‘Arabi fi al-Mahajir al-Amrikiyya), (en árabe: منشورات اتحاد الكتّاب العرب‎ Manshurat Ittihad al-Kutab al-‘Arab): Damasco (1980)
- «Al viento» (en árabe: في مهبّ الريح‎ Fī mahabb ar-rīḥ) (1972) (novela)

### Diwans
- Alambres de Púa (en árabe: الأسلاك الشائكة‎ al-Aslak al-sha’ika). Buenos Aires (1931) [recopilación de poemas de los años 1928-29][nota 1]
- Lágrimas Ardientes (en árabe: العبارات الملتهبة‎ al-‘Abarat al-multahiba). Buenos Aires (1931)
- Las Flechas (en árabe: السّهام‎ al-Siham). Buenos Aires (1931)
- En el Altar de la Patria (en árabe: ديوان على مذبح الوطنية‎ ‘Ala madhbah al-wataniyya). Buenos Aires (1931). Prefacio de Moisés José Azize.
- Cuartetos (en árabe: الرباعيات‎ Ruba`iyat) . Damasco (1956) [véase Rubaiyat]
- Brisas del Amanecer (en árabe: نسمات الفجر‎ Majalat al-manahil: Nasamat al-fajr). Buenos Aires (1940)
- El Noble Profeta Árabe (en árabe: النبي العربي الكريم‎ an-Nabi al-`arabi al-karim). Buenos Aires (1967)

### Marthiyas
- poema en memoria de Jalil Yibrán[nota 2]
- poema en memoria de Fauzi Maluf

### Artículos destacados
- «Las éticas guerreras árabes», Asuntos Árabes (1978)
- «La mujer árabe», Asuntos Árabes (1983)[7]